# Ferdynand Sadowski
Ferdynand Sadowski (ur. 12 października 1932 w Krakowie, zm. 15 czerwca 2007) – szopkarz krakowski, z wykształcenia elektryk, wielokrotny uczestnik konkursu szopek krakowskich (lata 1958–1996). Laureat pierwszej nagrody w roku 1962 i 1965 oraz wielu nagród drugich i trzecich oraz wyróżnień. Jego dzieła znajdują się w kolekcji Muzeum Historycznego Miasta Krakowa i były prezentowane na wielu wystawach w kraju i za granicą.
Pochowany na cmentarzu Mogilskim w Krakowie.